# Lahouari Beddiar
Lahouari Beddiar est un footballeur international algérien né le 29 mars 1936 à Oran et mort le 24 septembre 2018 dans la même ville. Il évoluait au poste de défenseur central.

## Biographie
Lahouari Beddiar reçoit deux sélections en équipe d'Algérie entre 1963 et 1965. Il joue son premier match en équipe nationale le 26 février 1963, en amical contre l'équipe de Tchécoslovaquie olympique (défaite 0-2). Il joue son dernier match le 25 juillet 1965, en amical contre la Côte d'Ivoire (défaite 2-0). Il participe avec la sélection algérienne aux Jeux africains de 1965 qui a disputé 5 matchs terminant quatrième du tournoi. Il compte également deux matchs d'applications avec l'équipe nationale.
Beddiar évolue pendant 15 saisons avec le club du MC Oran. Il remporte le club, un titre de champion d'Algérie en 1971.

## Palmarès

### National
- Champion d'Algérie en 1971 avec le MC Oran.
- Vice-champion d'Algérie en 1968 et 1969 avec le MC Oran.

### Internationale
- Quatrième place aux Jeux africains en 1965